# Dan Nelson
Dan Nelson (21 de junio de 1976) es un cantante y guitarrista estadounidense, reconocido por haber sido el vocalista de la agrupación Anthrax de 2007 a 2009. Antes de su experiencia con Anthrax, Nelson fue guitarrista y cantante de la banda BlackGates.
Dan fue el primer vocalista que dio un concierto con Anthrax en lugares como Colombia, Corea y Estonia. También coescribió ocho canciones del álbum de 2011 Worship Music.